# تخاديد
تخاديد منطقة عراقية في أرض وعِرة في جنوب قضاء السلمان بمحافظة المثنى جنوب العراق، حتى سنة 1949 كان في تخاديد 28 بئراً عذبة غزيرة، عمقهن بين 34 متراً و50، بينها وبين السلمان 80 كيلومتراً، ومِن السماوة طريق صحراوي غير معبّد قليل المياه يمرّ بنقرة السلمان إلى تخاديد فبئر أنصاب. قال محمد ناصر العبودي إن تخاديد موضع "كان يُسمى قديماً الأخاديد". وتعتبر المياه الجوفية بمنطقة تخاديد صالحة لأغراض الزراعة وسقاية الحيوانات وللشرب.